# Frontière entre l'Argentine et l'Uruguay
La frontière terrestre entre l'Argentine et l'Uruguay est une frontière internationale continue longue de 579 km, séparant l'Argentine de l'Uruguay en Amérique du Sud. Elle suit le cours du Río Uruguay.

## Tracé
La frontière débute sur le Río Uruguay par un tripoint où elle rejoint la frontière entre l'Argentine et le Brésil (qui suit également le Río Uruguay) et la frontière entre le Brésil et l'Uruguay (coordonnées géographiques : 30° 11′ 30″ S, 57° 38′ 30″ O). Puis elle descend vers le sud en suivant le cours du fleuve, vers l'Atlantique. Elle à l'est les départements uruguayens de Artigas, Salto, Paysandú, Río Negro, Soriano et Colonia, et à l'ouest les provinces argentines de Corrientes, Entre Ríos et la province de Buenos Aires. Elle se termine à l'embouchure du fleuve à partir de laquelle une frontière maritime sépare les eaux territoriales des deux pays.
L'île argentine de Martín García, située dans le Río de la Plata, est entourée par les eaux territoriales uruguayennes et constitue donc une exclave de l'Argentine et une enclave en Uruguay. L'île urugayenne voisine de Timoteo Domínguez s'est naturellement étendue au fil des ans du fait des dépôts de sédiments au point de se raccorder à Martín García pour former une seule terre entourée par les eaux du fleuves. L'ancien rivage de Martín García à l'endroit où s'est raccordée Timoteo Domínguez constitue ainsi la seule frontière terrestre entre les deux pays.
Au nord-est de Fray Bentos, face à Nuevo Berlín, les îles de Filomena Grande, Filomena Chica, Palma Chica, Bassi, Chingolo et Tres Cruces forment des exclaves urugayennes dans les eaux territoriales argentines du Río Uruguay.

## Histoire
Le fleuve Uruguay a toujours été une délimitation fortement marquée en Amérique du Sud, séparant la Banda Oriental.
Basée sur le cours du fleuve, la frontière a été peu contestée depuis la création de l'État de l'Uruguay. En 1825-1828, l'Argentine et l'Uruguay naissantes sont d'ailleurs alliées contre le Brésil, jusqu'au traité de Montevideo. Au cours de la guerre de la Triple-Alliance, les deux pays sont encore alliés, 
La définition même de l'Uruguay est d'être à l'orient du Río Uruguay puisque le nom officiel est República Oriental del Uruguay, c’est-à-dire « république orientale de l’Uruguay», depuis son indépendance.
Depuis 2005, les projets de deux papeteries sur le cours du fleuve ont déclenché la Guerre du papier entre les deux pays.

## Points de passage
Trois points de passage fixes existent entre les deux pays en plus de quelques bacs : le pont Libertador General San Martín entre Gualeguaychú et Fray Bentos, le pont General Artigas à Nuevo Paysandú et le barrage de Salto Grande entre Salto et Concordia. Ce barrage, propriété des deux pays, permet la production d'énergie hydroélectrique.
La navigation sur le fleuve est possible pour les grands bateaux jusqu'à Concepción del Uruguay en Argentine et jusqu'à Paysandú sur la rive uruguayenne. Les bateaux plus petits peuvent naviguer jusqu'à Concordia en Argentine et Salto en Uruguay.